# Pronto
Pronto is een Spaans roddelblad. Naast nieuwtjes over bekende personen, schrijft het blad over zaken als actualiteiten, verzorging, televisie, gezondheid en koken. Het is het meest verkochte tijdschrift van Spanje. Pronto verschijnt sinds 1972 elke maandag en wordt uitgegeven door Publicaciones Heres, gevestigd in Barcelona. 